# 퀴리날레궁

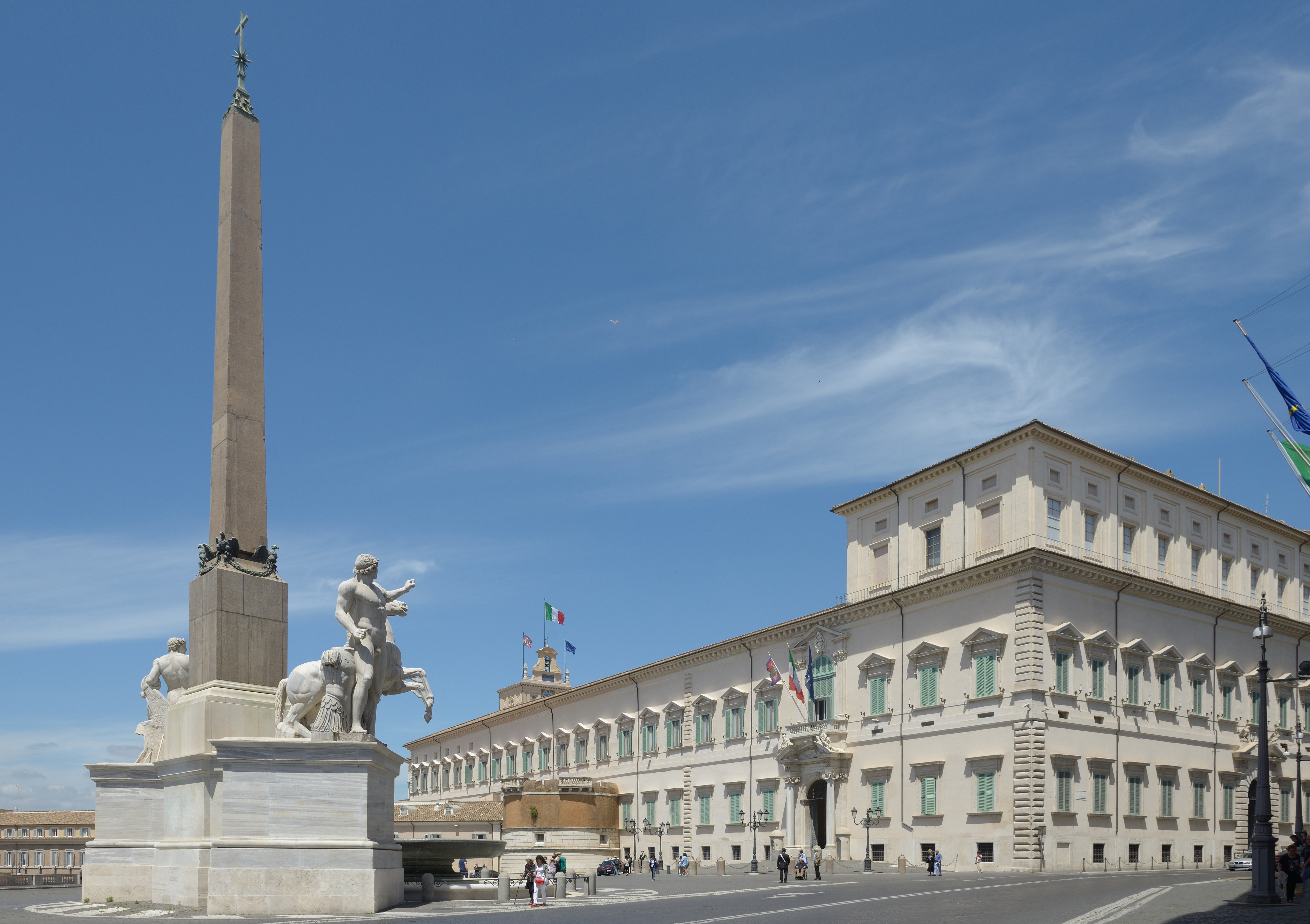
퀴리날레궁 입구

퀴리날레궁(이탈리아어: Palazzo del Quirinale)은 이탈리아 로마에 위치한 궁전이다. 교황들과 이탈리아 국왕들의 궁전으로 사용되었으며, 오늘날에는 이탈리아 대통령의 공식 관저로 사용되고 있다. 로마의 일곱 언덕 가운데 가장 높은 퀴리날레 언덕 위에 세워져 있다.

## 역사
퀴리날레궁은 기독교와 역사적으로 관련이 깊다. 1573년 교황 그레고리오 13세에 의해 교황 전용 여름 별장으로서 퀴리날레 거리 위에 세워졌으며, 퀴리날레 광장과 직면해 있다. 또한, 1823년과 1829년 그리고 1846년에는 이곳에서 콘클라베가 치러지기도 하였다.
1879년까지 이곳은 교황의 거주지이자 교황령의 중앙 정부 청사로 이용되었다. 1870년 9월, 교황령이 전복되었다. 약 5개월 후인 1871년, 로마는 이탈리아 왕국의 새 도읍이 되었다. 이탈리아군이 로마를 침공할 때 점령당한 퀴리날레 궁전은 이탈리아 국왕들의 공식 거주지가 되었으나, 실제로는 몇몇 군주들만이 머물렀을 뿐이었다. 특히 비토리오 에마누엘레 3세 국왕(재위 1900-1946)은 사실상 사적인 공간은 다른 장소에 마련하고, 퀴리날레 궁전은 국가기능을 위한 관청으로서만 사용하였다. 1946년에 입헌군주제가 폐지되자 퀴리날레 궁전은 이탈리아 공화국의 대통령을 위한 공식 거처이자 집무실이 되었다.
궁전의 외관은 도메니코 폰타나가 설계하였으며, 궁전 안의 경당은 카를로 마데르노가 설계하였다. 궁전 안에 있는 대부분의 프레스코화는 귀도 레니가 그린 것이지만, 계단 위에 있는 가장 유명한 그림인 《축복하시는 그리스도》는 멜로초 다 포를리가 그린 것이다. 궁전 뜰에는 18세기에 만들어진 유명한 정원들로 가득하다.